# Amminboran
Amminboran ist eine chemische Verbindung aus der Gruppe der Borane. Amminboran ist das Lewis-Säure-Base-Addukt von Ammoniak NH3 an Monoboran BH3.

## Gewinnung und Darstellung
Amminboran lässt sich durch Umsetzung von Diboran(6) mit Ammoniak darstellen. In Abhängigkeit von den Reaktionsbedingungen tritt neben der symmetrischen Spaltung des Diborans(6) unter Bildung von Amminboran
{\displaystyle \mathrm {\ B_{2}H_{6}\ +\ 2\ NH_{3}\longrightarrow 2\ H_{3}B\cdot NH_{3}} }
die asymmetrische Spaltung unter Bildung der Verbindung Diammin-boronium-tetrahydridoborat [H2B(NH3)2]+(BH4)− auf:
{\displaystyle \mathrm {\ B_{2}H_{6}\ +\ 2\ NH_{3}\longrightarrow [H_{2}B(NH_{3})_{2}][BH_{4}]} }
Während [H2B(NH3)2]+(BH4)− bei der Einleitung von Diboran(6) in flüssigen Ammoniak bei einer Temperatur von −78 °C praktisch ausschließlich gebildet wird, wird Amminboran neben [H2B(NH3)2]+(BH4)− gebildet, wenn Diboran(6) in Ethern gelöst und Ammoniak diesen Lösungen zugesetzt wird. Ungefähr äquimolare Mengen an Amminboran und [H2B(NH3)2]+(BH4)− werden z. B. gebildet, wenn Ammoniak einer Lösung vom Diboran(6) in Tetrahydrofuran bei einer Temperatur von −78 °C durch Destillation zugesetzt wird.
{\displaystyle \mathrm {\ H_{3}B\cdot THF+NH_{3}\longrightarrow H_{3}B\cdot NH_{3}+THF} }
Durch Umsetzung von Stickstoff-verdünnten Gasströmen von Diboran(6) und Ammoniak im Verhältnis 17:1 ist reines Amminboran hergestellt worden.
Eine weitere Herstellmethode ist die Umsetzung von Natriumborhydrid mit Ammoniumcarbonat in Tetrahydrofuran.

## Eigenschaften

### Physikalische Eigenschaften
Amminboran hat eine Struktur ähnlich der von Ethan, wobei die große Differenz des Schmelzpunktes der beiden Verbindungen durch die stark polare Natur von Amminboran zustande kommt. Die B-N-Entfernung beträgt 1,58 Å, die B-H-Entfernung 1,15 Å und die N-H-Entfernung 0,96 Å.
Die Verbindung bildet farblose Kristalle. Sie tritt in zwei polymorphen Kristallformen auf. Bei einer Phasenübergangstemperatur von −49 °C wandelt sich die orthorhombische Tieftemperaturform in eine tetragonale Hochtemperaturform um. Die Umwandlungsenthalpie des Phasenübergangs liegt bei 1,48 kJ·mol−1.

### Chemische Eigenschaften
Oberhalb von 80 °C erfolgt die thermische Zersetzung unter Freisetzung von 2,2 mol Wasserstoff pro Mol Borazan und der Bildung von Aminoboran (H2N–BH2) und Borazin. Die Reaktion verläuft mit einer Zersetzungswärme von −21,7 kJ·mol−1 bzw. −703 J·g−1 stark exotherm. Die thermische Zersetzung kann auch in aprotischen Lösungsmitteln unter Bildung von Wasserstoff, Cyclotriborazan und Borazin durchgeführt werden.
Mit der Freisetzung von bis zu 2,5 mol Wasserstoff pro Mol Borazan gelingt die Zersetzung auch kontrolliert bei moderater Temperatur von 60 °C in Lösung in Tetrahydrofuran/Diglyme in Gegenwart von Dibor-Lewis-Säure-Katalysatoren. Die Verbindung ist hygroskopisch und setzt in Gegenwart von Luftfeuchte langsam Ammoniak und Wasserstoff frei. Die Hydrolyse führt direkt zu Ammoniummetaborat und Wasserstoff.
{\displaystyle \mathrm {\ H_{3}B\cdot NH_{3}\ +\ 2\ H_{2}O\longrightarrow 3\ H_{2}\ +\ NH_{4}BO_{2}} }

## Verwendung
Amminboran wird als Speichersubstanz für Wasserstoffgas als Treibstoff für Fahrzeuge diskutiert. Der Wasserstoff kann durch Erhitzung freigesetzt werden, wobei sich Amminboran zuerst zu (NH2BH2)n und dann zu (NHBH)n zersetzt. Die Wasserstoffspeicherdichte von Amminboran ist höher als die von flüssigem Wasserstoff.
Amminboran wird auch bei organischen Synthesen als mildes Reduktionsmittel und stabile Variante von Diboran eingesetzt. Die Reduktionseigenschaften entsprechen dem von Natriumborhydrid. Aus aliphatischen und aromatischen Ketonen, Aldehyden und Enonen werden mit guter Ausbeute die entsprechenden Alkohole erhalten.